# Deric Longden
Deric Longden (* 1936 in Chesterfield, Derbyshire; † 22. Juni 2013 in Marsh, West Yorkshire) war ein britischer Schriftsteller und Drehbuchautor.

## Leben und Karriere
Longden führte ein Unternehmen, das Damenunterwäsche herstellte, bevor er in den 70er Jahren mit Schreiben begann. Er schrieb Texte für mehrere populäre Radioprogramme der BBC. Da seine Frau Diana an Myalgischer Enzephalomyelitis/Chronischem Fatigue-Syndrom (ME/CFS) erkrankte, sah er sich gezwungen, sein Unternehmen zu verkaufen, und das Schreiben zu seinem Beruf zu machen. Seine Frau erlag ihrer Krankheit 1985, und Longden verarbeitete seine Erfahrungen in dem Buch Diana's Story, das 1989 erschien und sein Durchbruch als Schriftsteller wurde. Das Buch wurde 1993 von der BBC unter dem Titel Wide-Eyed and Legless mit Julie Walters, Jim Broadbent und Thora Hird in den Hauptrollen verfilmt. Auch sein zweites Buch, Lost for Words, ist autobiografisch und beschäftigt sich mit dem Älterwerden und Sterben seiner Mutter. Das Buch wurde ebenfalls mit Thora Hird in der Rolle von Longdens Mutter fürs Fernsehen verfilmt, Pete Postlethwaite spielte Deric Longden. Der Film gewann einen Emmy als bestes ausländisches Drama und einen BAFTA für die beste weibliche Hauptrolle.
Auch seine weiteren Bücher beschäftigen sich humorvoll mit seinem eigenen Leben, darunter mehrere Bücher über sein Leben mit Katzen, von denen bisher zwei ins Deutsche übersetzt wurden.
Longden heiratete 1990 die sehbehinderte Schriftstellerin Aileen Armitage und lebt mit ihr in Huddersfield, Yorkshire. Beide bekamen 2002 die Ehrendoktorwürde der Universität Huddersfield. Aus seiner Ehe mit Diana hat er zwei erwachsene Kinder.
Longden starb 77-jährig am 22. Juni 2013 an Speiseröhrenkrebs in seinem Haus in Marsh, einem Vorort von Huddersfield.

## Werke
- Diana's Story, 1989
- Lost for Words, 1991
- The Cat Who Came in from the Cold, 1991 (deutsch: Das Kätzchen, das aus dem Regen kam)
- I'm a Stranger Here Myself, 1994
- Enough to Make a Cat Laugh, 1996 (deutsch: Ein Kätzchen kommt selten allein)
- A Play on Words, 2000
- Paws in the Proceedings, 2007